# Transport ferroviaire en Haïti

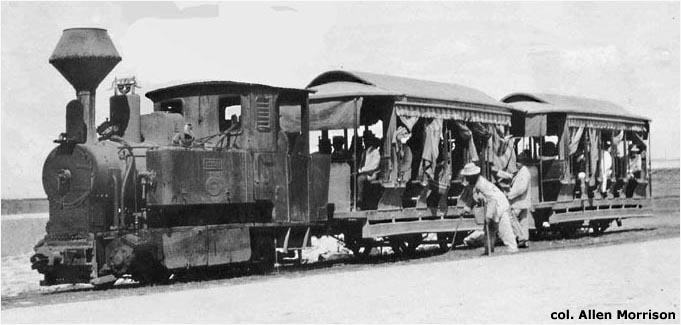
Carte postale illustrant le train à voie étroite en Haïti

Le transport ferroviaire en Haïti se développa au cours de la seconde moitié du XIXe siècle et jusqu'au lendemain de la Seconde Guerre mondiale. 
Ce type de transport se déclina en réseau urbain de type tramway et en réseau régional de type train.
Faute de volonté politique, de l’hostilité des américains pour ce mode de transport, notamment après leur annexion du pays en 1915 et aussi par manque de moyens financiers, le réseau de tramway s'arrêta de fonctionner avant la Seconde Guerre mondiale et le réseau ferré cessa de fonctionner vers 1960.

## Histoire

### Tramway
Le tramway fut mis en circulation dans les rues de Port-au-Prince en 1878. En 1884 la société disposait de 50 à 60 chevaux, 10 voitures, 16 wagons. Ce premier réseau de type hippomobile circula jusqu'en 1888. Après un arrêt d'une dizaine d'années, il reprit du service sous la pression d'un groupe d’intellectuels appelé gadamh (gade moun ayiti) Présidé par le richissime amateur, normalien Jacmelien , Claude Raymond Excéus ,de 1897 à 1932 avec des locomotives à vapeur. Il fut un moyen de déplacement pour la population haïtienne.
Il y avait trois lignes:
- Ligne A : Portail Saint-Joseph au Champ-de-Mars
- Ligne B : Portail Saint-Joseph au Cimetière
- Ligne C : Champ-de-Mars à la Grand’Rue

En 1932, l'émergence du transport routier (mise en place de lignes de bus et du développement des taxis collectifs : les tap-tap), ainsi que le manque d'entretien et de financement furent fatals pour le tramway. Il fut donc supprimé dans la capitale. Le matériel roulant fut revendu aux exploitants agricoles situés dans les zones rurales, où il fut utilisé jusqu'en 1970.

### Chemin de fer

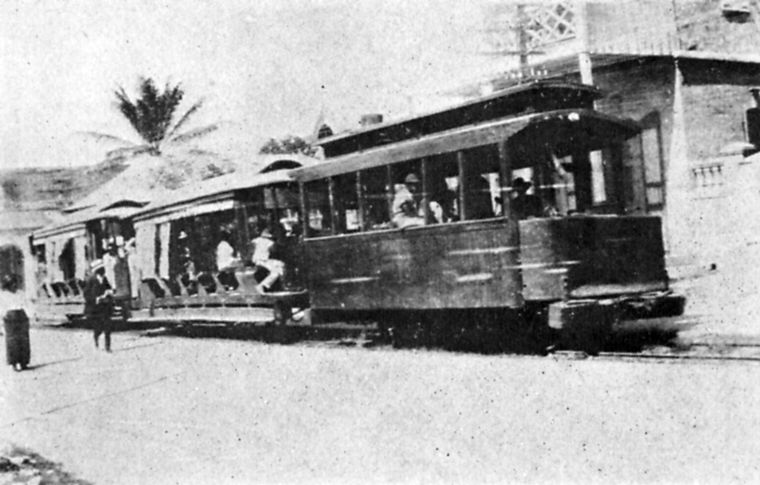
Train pour Léogâne en 1921.

La première ligne ferroviaire de l'île d'Hispaniola (comprenant également la République dominicaine) fut construite en 1868. Dans ces premières liaisons, les animaux furent utilisés pour tracter les wagons. À partir de 1897, les locomotives ont été utilisées. 
En 1910, le président haïtien, François Antoine Simon, envisagea la construction de deux voies ferrées : l'une devant relier le Cap-Haïtien à Port-au-Prince et l'autre qui partirait de la capitale en direction des Cayes via Léogâne. Le président comptait sur le développement de l'exploitation de la banane qui nécessitait la construction d'un système de transport capable d'assurer son acheminement vers les ports d'embarquement, pour financer la construction de ces voies ferrées. Afin de trouver les capitaux nécessaires, le gouvernement haïtien lança donc un emprunt sur la place de Paris pour un montant de 65 millions de francs, et entama même des pourparlers avec un consortium franco-allemand, auxquels s'associèrent des banques américaines. Les conditions abusives de cet emprunt soulevèrent la méfiance de l'opinion publique haïtienne qui lui resta résolument réfractaire et qui multiplia les protestations. Le docteur Rosalvo Bobo publiait au Cap-Haïtien une plaquette qui mettait l'opinion en garde contre les graves complications diplomatiques et financières au-devant desquelles se plaçait imprudemment le gouvernement d'Antoine Simon. Bobo expose sa crainte de voir les Américains prendre le contrat de l'une des lignes projetées comme un prétexte pour envahir le pays.
Il y avait trois lignes de chemin de fer à écartement de 1067 mm. On peut citer :
- la Ligne Gonaïves - Ennery
- la Ligne Cap-Haïtien - Grande-Rivière-du-Nord - Bahon (Haïti)
- la Ligne Port-au-Prince - Saint-Marc - Verrettes.

Deux d'entre elles ont été fermées en 1960. 
Il y avait aussi une ligne privée, la Compagnie des chemins de fer du Nord, dite « ligne McDonald », qui utilisait un écartement de 762 mm. Cette ligne avait une longueur de 121 kilomètres et fonctionna jusqu'en 1970.

Une deuxième société, la Compagnie des Chemins de Fer de la Plaine du Cul-de-Sac (CCFPCS), exploitait deux lignes rurales sur le même écartement de 762 mm :
- Port-au-Prince - Léogâne : 36 km)
- Port-au-Prince - Manneville (commune de Thomazeau) : 43 km

En 1972, durant la dictature Duvalier, son ministre des travaux publics, Luckner Cambronne déclara aux députés qui l'avaient interpellé que le pays n'avait pas besoin de chemin de fer et entreprit le démontage systématique de la voie entre Port-au-Prince et Saint-Marc. 
Il n'y a jamais eu de liaison ferroviaire entre Haïti et la République dominicaine.

## Projets
La République dominicaine qui projette de reconstituer son réseau national, propose d'y associer Haïti. Ainsi, les autorités dominicaines envisagent la construction d'un réseau transnational desservant des villes haïtiennes, une ligne entre les deux capitales, Port-au-Prince et Saint-Domingue.